# 2361 Gogol
2361 Gogol è un asteroide della fascia principale esterna. Scoperto nel 2001, presenta un'orbita caratterizzata da un semiasse maggiore pari a 3,145703 UA e da un'eccentricità di 0,138365, inclinata di 1,616793° rispetto all'eclittica. Ha un diametro di 22,244 km e un'albedo di 0,057.
Fa parte della famiglia di asteroidi Temi e della famiglia di asteroidi Beagle.
L'asteroide è dedicato allo scrittore russo Nikolaj Vasil'evič Gogol'.